# Music of My Mind
Music of My Mind – czternasty w karierze album Steviego Wondera, wydany 3 marca 1972 roku. Album osiągnął 21 pozycję na amerykańskiej liście przebojów tygodnika Billboard.
W 2003 album został sklasyfikowany na 284. miejscu listy 500 albumów wszech czasów magazynu Rolling Stone.

## Lista utworów

### Strona 1
| 1. | "Love Having You Around"                        | 7:23  |
|    |                                                 |       |
| 2. | "Superwoman (Where Were You When I Needed You)" | 8:07  |
|    |                                                 |       |
| 3. | "I Love Every Little Thing About You"           | 3:55  |
|    |                                                 |       |
| 4. | "Sweet Little Girl"                             | 4:59  |
|    |                                                 |       |
|    |                                                 | 24:24 |
|    |                                                 |       |

### Strona 2
| 1. | "Happier Than the Morning Sun" | 5:18  |
|    |                                |       |
| 2. | "Girl Blue"                    | 3:36  |
|    |                                |       |
| 3. | "Seems So Long"                | 4:22  |
|    |                                |       |
| 4. | "Keep on Running"              | 6:40  |
|    |                                |       |
| 5. | "Evil"                         | 3:33  |
|    |                                |       |
|    |                                | 23:29 |
|    |                                |       |